# Muscadet

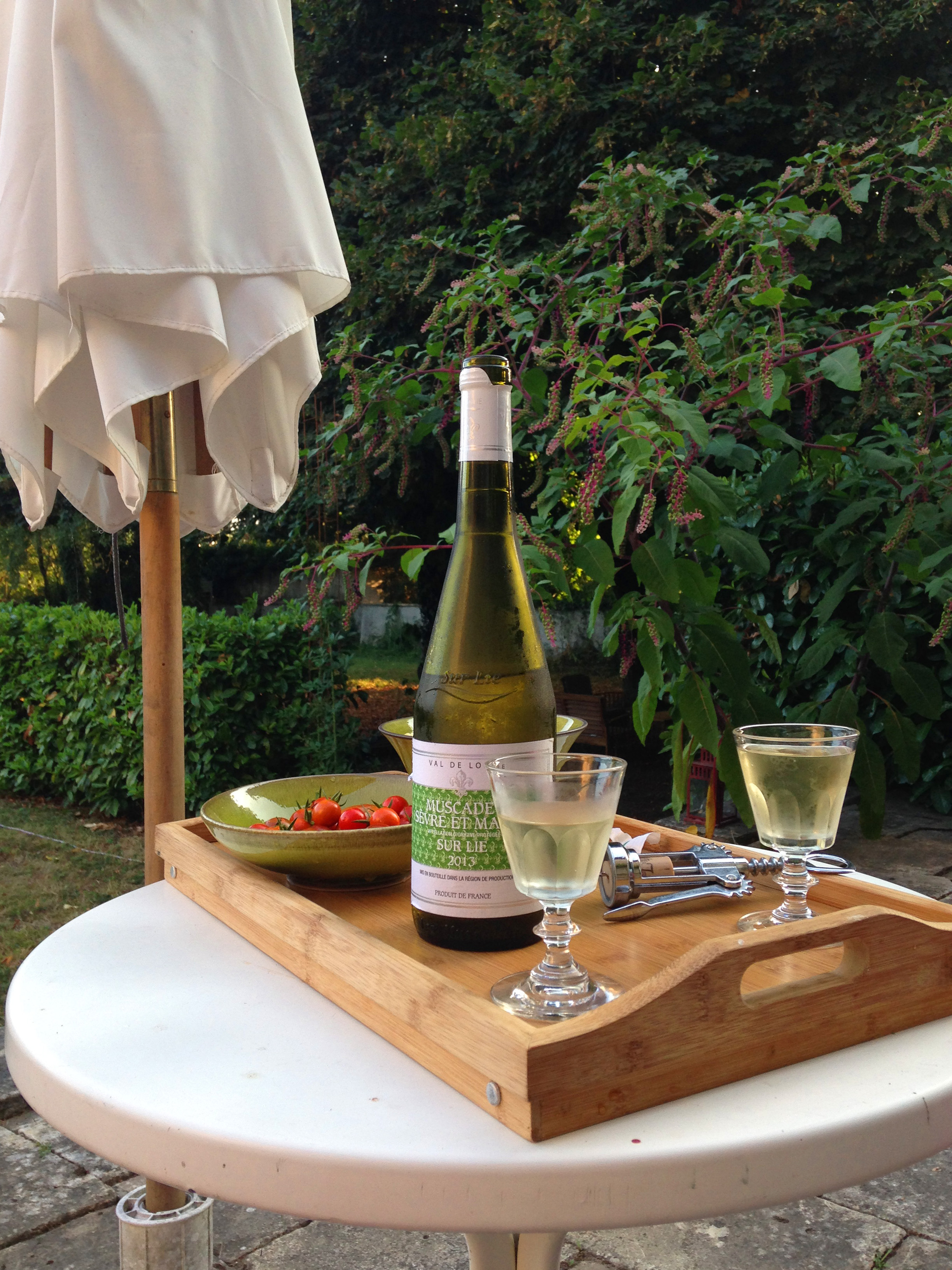
Um vinho Muscadet-Sèvre e Maine sur lie

Muscadet (francês: [myskadɛ] (escutarⓘ)i) é um vinho branco francês. É produzido no extremo oeste do Vale do Loire, perto da cidade de Nantes, na região de País do Loire. É produzido com a uva Melon de Bourgogne, geralmente chamada simplesmente de melon. Enquanto a maioria dos vinhos de denominação de origem controlada recebe o nome de sua região de cultivo ou, na Alsácia, de sua variedade, o nome Muscadet se refere a uma suposta característica do vinho produzida pela variedade de uva Melon: vin qui a un goût musqué (vinho com sabor de almíscar). No entanto, de acordo com o especialista em vinhos Tom Stevenson, os vinhos Muscadet não têm muito, ou nenhum, sabor ou aroma almiscarado ou parecido com o do moscatel.
A única variedade usada para produzir Muscadet, a Melon de Bourgogne, foi inicialmente plantada na região em algum momento antes ou no século XVII. Ela se tornou dominante depois que uma forte geada em 1709 matou a maioria das videiras da região. Os comerciantes holandeses, que eram atores importantes no comércio de vinhos franceses, incentivaram o plantio dessa variedade; eles destilavam grande parte do vinho produzido em eau de vie (aguardente) para venda no norte da Europa.
A denominação genérica de Muscadet, estabelecida oficialmente em 1937, contém três subapelações regionais:
- Muscadet-Sèvre et Maine, oficialmente estabelecida em 1936, cobrindo 20.305 acres (8.217 hectares) com 21 vilarejos no departamento de Loire-Atlantique e 2 no departamento de Maine-et-Loire. Essa denominação produz 80% de todos os Muscadets.
- Muscadet-Coteaux de la Loire, oficialmente estabelecida em 1936, cobrindo 467 acres (189 hectares) com 24 vilarejos espalhados pelos departamentos de Loire-Atlantique e Maine-et-Loire.
- Muscadet-Côtes de Grandlieu, criada oficialmente em 1994, beneficia-se do microclima do lago Grandlieu. Essa subdenominação abrange 717 hectares com 17 vilarejos no departamento de Loire-Atlantique e 2 vilarejos no departamento de Vendeia.[3]

## História

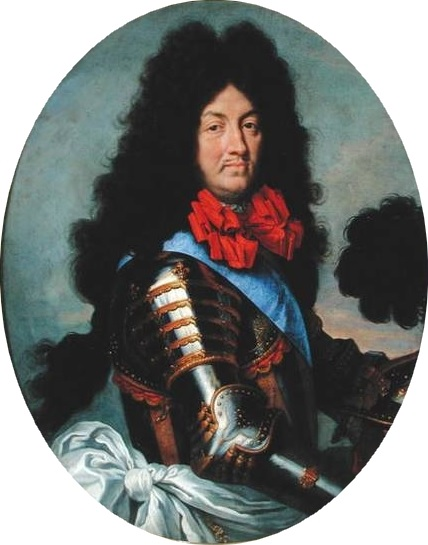
As evidências sugerem que Luís XIV ordenou o plantio de Melon de Bourgogne na região de Muscadet após a devastadora geada de 1709, que dizimou muitos vinhedos.

A tradição vinícola na região onde o Muscadet é produzido data de um decreto do imperador romano Probo, que mandou os primeiros vinhedos serem plantados por soldados.
As origens exatas do vinho Muscadet e sua associação com a uva Melon de Bourgogne não são claras. Uma propriedade próxima a Nantes, o Château de la Cassemichère, afirma que as primeiras videiras de Melon de Bourgogne usadas para fazer Muscadet foram transportadas da Borgonha e plantadas em seus vinhedos em 1740. No entanto, a maioria dos ampelógrafos acredita que a casta Melon de Bourgogne foi introduzida na região de Pays Nantais no século XVII por comerciantes holandeses que buscavam uma fonte suficiente de vinhos brancos neutros que pudessem ser transformados em brandewijn. Após a intensa geada de 1709, a maioria das variedades de uvas vermelhas foi severamente danificada e substituída pela Melon de Bourgogne, mais resistente. O ampelógrafo francês Pierre Galet encontrou evidências de que, após esse evento, o rei Luís XIV ordenou o replantio de uma uva chamada Muscadent blanc, que provavelmente era a Melon de Bourgogne.
No século XX, o Muscadet começou a cair em popularidade no mercado global de vinhos e ganhou a reputação de ser homogêneo e simples. No final do século XX, houve um renascimento na região de Muscadet, quando produtores de vinho ambiciosos experimentaram novas técnicas de vinificação com o objetivo de trazer mais sabor e complexidade ao vinho. Na década de 1980, houve um aumento no uso da fermentação em barris de carvalho e da agitação das borras, enquanto a década de 1990 introduziu o uso generalizado do contato prolongado com a pele (maceração) antes da fermentação. No século XX, o uso dessas técnicas criou uma ampla variedade de estilos e qualidade de vinho Muscadet.

## Clima e geografia

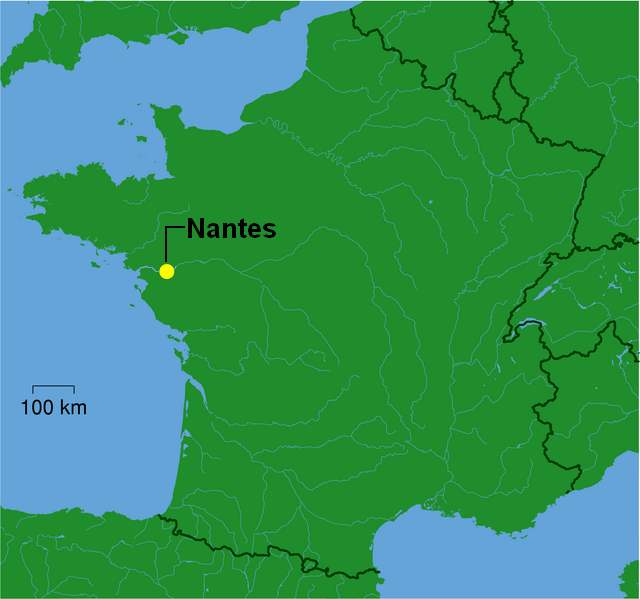
A proximidade de Nantes e da região de cultivo de Muscadet com a costa do Atlântico traz uma forte influência marítima para a região

A região de cultivo de Muscadet fica no extremo oeste do Vale do Loire e é dominada pelas influências marítimas do Oceano Atlântico, que fica próximo. A influência do oceano faz com que o clima da região de Muscadet seja mais frio do que o do restante do Vale do Loire, com mais precipitação. O especialista em vinhos Tom Stevenson observa que a cidade de Nantes funciona como um escudo, protegendo a região dos ventos do noroeste. Entretanto, os vinhedos mais próximos da cidade, no vilarejo de Vertou, estão localizados a mais de 9,5 km do centro da cidade e em uma altitude mais elevada. Os invernos podem ser rigorosos, com congelamentos profundos comuns e ameaçadores até o início da primavera.
Os vinhedos da região de Muscadet estão espalhados em uma ampla variedade de terroirs, desde encostas suaves perto dos rios até colinas onduladas e terras planas e férteis perto da foz do rio Loire. Os vinhedos mais bem situados estão nas colinas onduladas da subapelação Muscadet-Sèvre et Maine, localizada ao sul e a leste de Nantes. O solo dessa área é rico em magnésio e potássio, composto de argila, cascalho e areia sobre subsolos de gnaisse, xisto, granito e rocha vulcânica. Em toda a região de Muscadet, os solos drenam bem, o que é uma necessidade em uma região tão úmida como o Pays Nantais. Na AOC (Appellation d'Origine Contrôlée) mais ampla e genérica de Muscadet, o solo é predominantemente siltoso e arenoso, enquanto os solos de Muscadet-Coteaux de la Loire têm alta concentração de xisto e a subapelação Muscadet-Côtes de Grandlieu tem uma mistura de solos baseados em granito e xisto.

## Apelações
Há quatro denominações principais na região de Muscadet. No nível mais baixo está a AOC Muscadet, que abrange toda a região de 32.000 acres (13.000 hectares). A especialista em vinhos Jancis Robinson observa que os vinhos com essa designação básica são normalmente os exemplos mais simples de Muscadet. Desde o final da década de 1990, esse nível foi excluído do uso do envelhecimento sur lie pelos regulamentos da AOC. Em seguida, vêm as três subapelações que representam diferentes microclimas da região: Muscadet-Sèvre et Maine; Muscadet-Coteaux de la Loire, que inclui a extensão mais ao norte da área; e Muscadet-Côtes de Grandlieu, localizada na área sudoeste ao redor do lago homônimo. Como a subapelação mais ao norte, a qualidade dos vinhos da Muscadet-Coteaux de la Loire pode variar muito, dependendo da safra. Em anos mais frios, as uvas têm dificuldade para amadurecer e tendem a não ter a fruta necessária para equilibrar a acidez. Em anos mais quentes, essa área tende a produzir os vinhos mais equilibrados. Muscadet-Côtes de Grandlieu é a mais recente promoção de AOC, obtendo seu status em 1996. Antes de obter sua própria subapelação, essa região era responsável por quase três quartos do vinho rotulado como AOC Muscadet básico. Os exemplares bem elaborados de Muscadet-Côtes de Grandlieu são caracterizados pelo buquê floral e pela mineralidade.
A subapelação Muscadet-Sèvre et Maine é a região mais produtiva e notável de Muscadet, produzindo mais de três quartos de toda a produção da região. (Em contraste, a AOC Muscadet-Coteaux de la Loire produz apenas cerca de 20% da quantidade de vinho da Muscadet-Sèvre et Maine). Anualmente, é produzida mais AOC Muscadet-Sèvre et Maine do que qualquer outra AOC em todo o Vale do Loire. A denominação está localizada a leste e ao sul da cidade de Nantes e recebeu o nome dos rios Sèvre e Maine que a atravessam. A composição do solo dos vinhedos varia em toda a região e pode ir desde as encostas de granito e xisto ao redor do vilarejo de Saint-Fiacre-sur-Maine até os solos predominantemente argilosos de Vallet. Os vinhedos com a melhor localização estão localizados ao redor dos vilarejos de La Chapelle-Heulin, St-Fiacre, Vallet e Vertou Cerca de 45% do vinho Muscadet-Sèvre et Maine produzido é envelhecido pelo método sur lie. Os vinhos produzidos nesse estilo tendem a ser um pouco mais encorpados e podem ter um pouco da textura e da sensação na boca de um AOC branco da Borgonha. Os exemplares bem elaborados terão um equilíbrio de fruta, acidez e textura.

## Viticultura

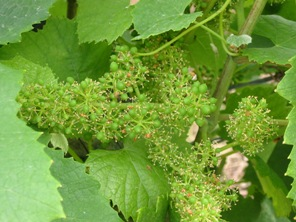
Uvas de Melon de Bourgogne durante a floração

Os riscos vitivinícolas mais comuns na região de Muscadet são a geada sazonal e o míldio próximo à colheita. A Melon de Bourgogne se adaptou bem a essas condições, sendo muito resistente à geada e capaz de amadurecer cedo. A colheita geralmente ocorre em meados ou no final de setembro, mas nos últimos anos os produtores têm experimentado colher as uvas vários dias ou algumas semanas mais tarde. O método tradicional é colher cedo para manter a acidez, que é uma característica fundamental do vinho Muscadet. A tendência de colher mais tarde, arriscando a ameaça de chuvas e podridão por mofo, é dar às uvas mais tempo para desenvolver açúcares e fenóis mais maduros que podem conferir mais notas de frutas e complexidade ao vinho. Entretanto, essas uvas colhidas mais tarde geralmente apresentam uma queda drástica na acidez.

## Vinificação
A casta de uva usada para produzir Muscadet, Melon de Bourgogne, é uma uva relativamente neutra. As técnicas de vinificação evoluíram na região para se adaptarem às limitações da uva e trazer mais sabor e complexidade. A mais conhecida dessas técnicas é o envelhecimento sur lie, em que o vinho fica em contato com as células de levedura mortas que sobraram após a fermentação (as borras). A técnica foi descoberta, quase acidentalmente, no início do século XX. Tradicionalmente, os produtores de Muscadet reservavam um barril de vinho para ocasiões especiais, como um casamento de família. Esse "barril de lua de mel", como ficou conhecido, adquiria mais sabor e textura devido ao seu contato com as borras. Por meio desse processo, ocorre a autólise, que contribui para uma sensação cremosa na boca que pode fazer com que o vinho pareça ter um corpo mais encorpado. A liberação de enzimas durante esse processo inibe a oxidação, o que também pode melhorar o potencial de envelhecimento do vinho. Durante esse processo, o vinho geralmente não passa por soutirage por vários meses. Em muitos vinhos, a falta de trasfega pode ter as consequências indesejadas de desenvolver sabores estranhos ou outras falhas no vinho. No entanto, a relativa neutralidade da uva Melon de Bourgogne trabalha a favor do vinho Muscadet e apresenta risco mínimo de desenvolvimento de sabores desagradáveis.

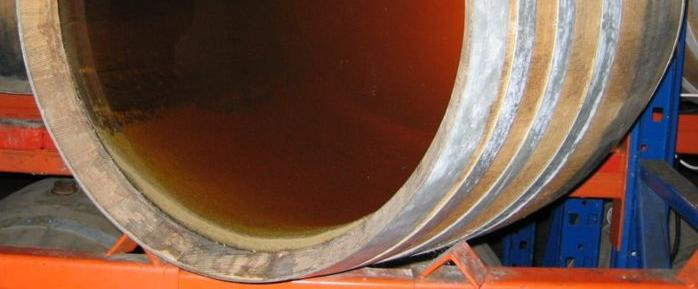
O processo de envelhecimento sur lie envolve a permanência do vinho em contato constante com as células de levedura mortas (conhecidas como borras) que aparecem como sedimento no fundo de um barril de vinho (exemplo mostrado)

No final do século XX, houve uma onda de inovação na produção de vinho e a popularização de várias técnicas de produção de vinho. Em meados da década de 1980, houve um aumento no uso de barris de carvalho para fermentação em vez de tanques de fermentação de aço inoxidável. O processo de agitação das borras (bâtonnage) também se tornou mais comum. Ao agitar as borras, a levedura morta entra em maior contato com os taninos e pigmentos à base de madeira que normalmente são extraídos para o vinho. As borras agem como uma espécie de amortecedor entre os vinhos e os elementos de carvalho, permitindo que o vinho mantenha sua cor e não se torne muito áspero e tânico. No final da década de 1990, mais produtores de Muscadet começaram a estender o tempo que o mosto passa em contato com as cascas das uvas antes da fermentação. Essa maceração prolongada permitiu que o vinho lixiviasse mais compostos fenólicos da casca, o que pode acrescentar complexidade ao vinho.
Os vinhos Muscadet geralmente são engarrafados na primavera ou no outono após a safra, embora possam ser produzidos no estilo vins de primeur (como um Beaujolais nouveau) e ser lançados já na terceira quinta-feira de novembro. No momento do engarrafamento, um pouco de dióxido de carbono ainda pode estar presente no vinho, dando a ele uma leve efervescência que pode ser percebida como uma sensação de "formigamento" na língua. Essa efervescência raramente é vista no grau de um vinho frisante, como o Lambrusco. De acordo com as regulamentações da AOC francesa, o teor alcoólico máximo de um Muscadet não pode ser superior a 12% (após a chaptalização), o que o torna o único vinho francês não fortificado a ter uma estipulação de teor alcoólico máximo.

### Sur lieno rótulo do vinho

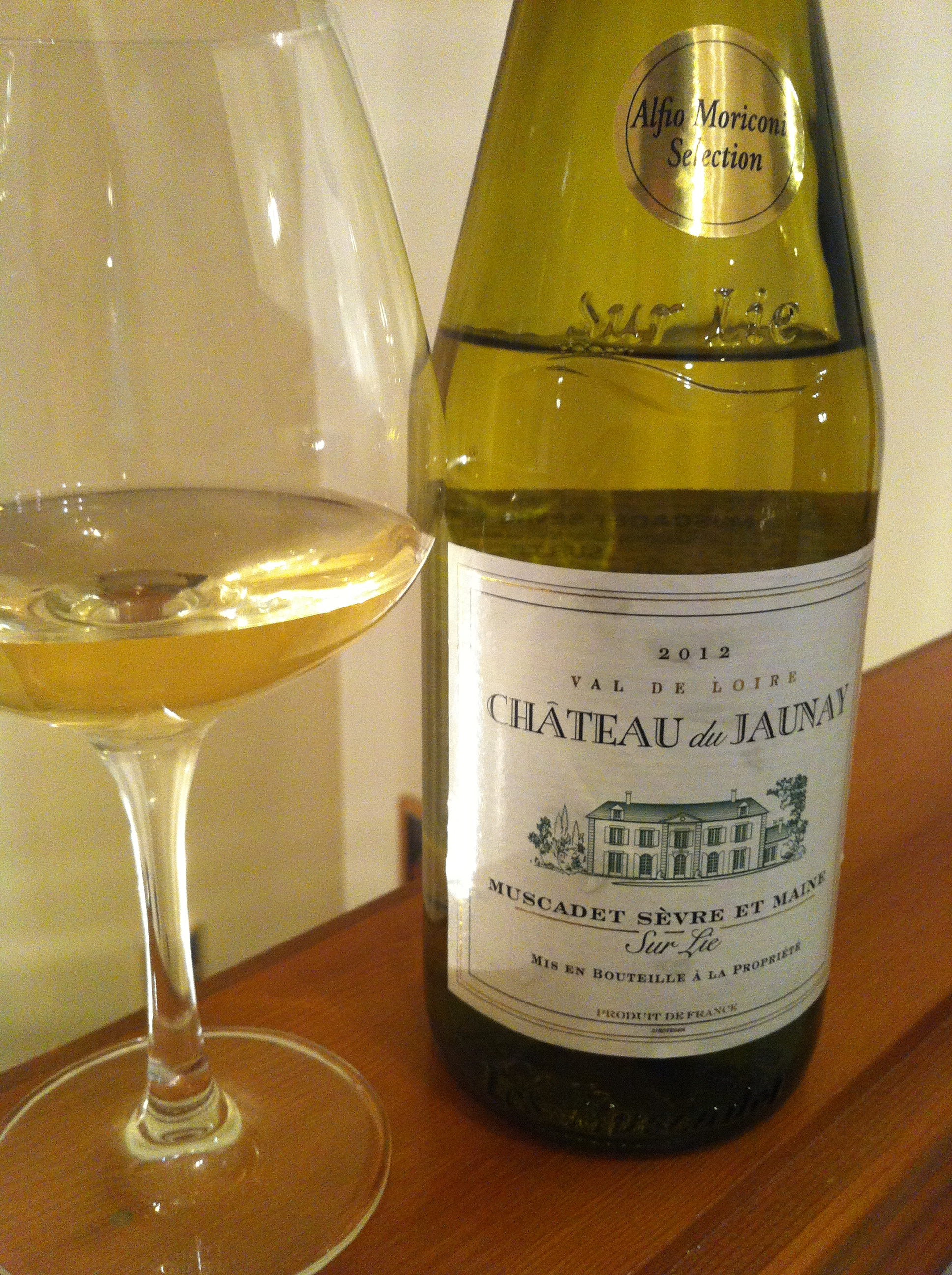
Garrafa de vinho com as palavras sur lie impressas tanto no rótulo quanto em relevo na própria garrafa de vinho

Antes do início da década de 1990, qualquer produtor de vinho Muscadet podia usar a frase sur lie nos rótulos de seus vinhos, independentemente do tempo e da maneira como o vinho realmente passava em contato com as borras. Em 1994, as autoridades francesas criaram regulamentações que limitam o uso da expressão sur lie apenas aos vinhos que atendem a uma diretriz definida. Primeiro, embora as subapelações Muscadet-Sèvre et Maine, Muscadet-Coteaux de la Loire e Muscadet-Côtes de Grandlieu possam usar o termo, qualquer vinho rotulado apenas com a AOC genérica Muscadet não pode. Em segundo lugar, o vinho deve passar pelo menos um inverno inteiro em contato com as borras e não ser engarrafado até depois da terceira semana de março após a colheita. Alguns vinhos são mantidos em contato por mais tempo, a fim de produzir um estilo mais encorpado, e não são engarrafados até meados de outubro a meados de novembro. Por fim, o vinho deve ser engarrafado diretamente das borras e não deve passar por nenhum processo de soutirage ou filtragem. Atualmente, não há regulamentação sobre o tamanho ou o tipo de recipiente em que o vinho deve ser mantido. Há um movimento entre alguns produtores de Muscadet para limitar a prática apenas àquela feita em barris de carvalho de tamanho padrão, mas atualmente é permitido envelhecer um vinho sur lie em barris de qualquer tamanho ou até mesmo em tanques de fermentação de aço inoxidável e rotulá-lo de acordo.

## Indústria do vinho

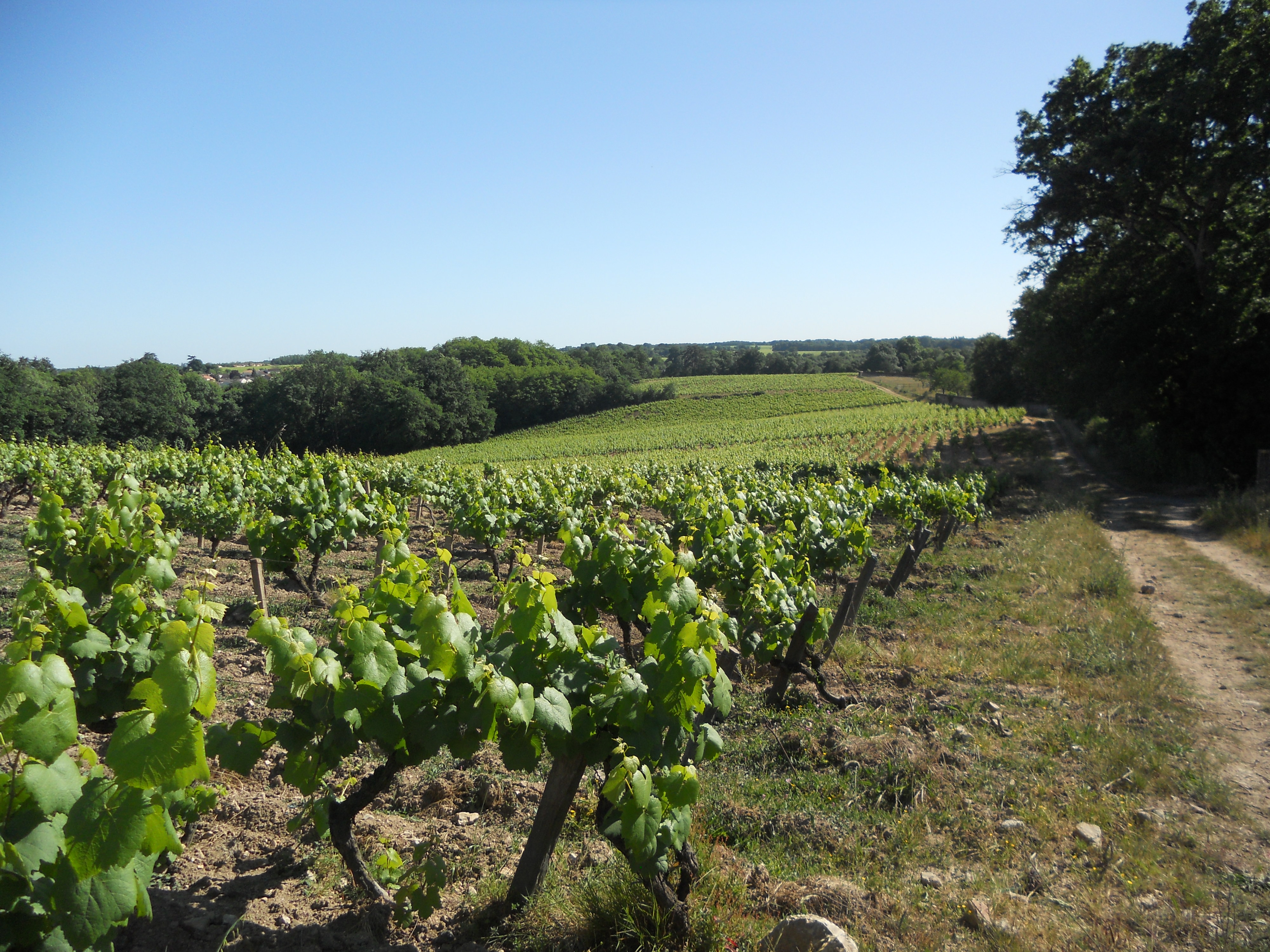
Vinhedo de Melon de Bourgogne na região de Muscadet

Na virada do século XXI, havia mais de 2.500 vinhedos na região de Muscadet, cultivados principalmente em pequenos lotes por agricultores individuais que comercializavam seu próprio vinho ou vendiam suas uvas a um dos mais de quarenta négociants da região. Esses négociants misturam e engarrafam o vinho com seu próprio rótulo.

## Uvas
A única variedade de uva permitida em qualquer um dos AOC Muscadet é a Melon de Bourgogne. A uva já foi predominante na região vinícola da Borgonha, mas acabou sendo proibida na região pelas autoridades francesas. Introduzida por comerciantes de vinho holandeses no século XVII, a uva prosperou no clima frio e ameno do Pays Nantais. Outras castas são cultivadas na região, como Folle blanche, Cabernet franc, Gamay, Cabernet Sauvignon, Pinot noir e Chenin blanc, Pinot gris, Grolleau e Négrette, mas devem ser usadas sob diferentes designações, como os vinhos Vin Délimité de Qualité Supérieure (VDQS) de Coteaux d'Ancenis, Fiefs Vendéens ou Gros Plant du Pays Nantais.

## Vinhos
Os vinhos Muscadet geralmente têm corpo leve e quase sempre são secos, com muito pouco ou nenhum açúcar residual. A AOP estabelece que o vinho não pode ter açúcar residual acima de 5 gramas por litro para o Blanc e acima de 3 gramas de açúcar por litro para o Blanc "Sur Lie". O dióxido de carbono que sobra do processo de engarrafamento pode deixar os vinhos com uma leve sensação de "formigamento". A Master of Wine Mary Ewing-Mulligan descreve os Muscadets como frescos e nítidos, em sua capacidade máxima de consumo desde o lançamento até os três anos de idade. Os Muscadet envelhecidos sur lie podem ter aromas muito sutis de "levedura". A acidez mantém os vinhos leves e refrescantes. Alguns exemplos podem ter um leve toque de "salinidade".

### Harmonização com alimentos

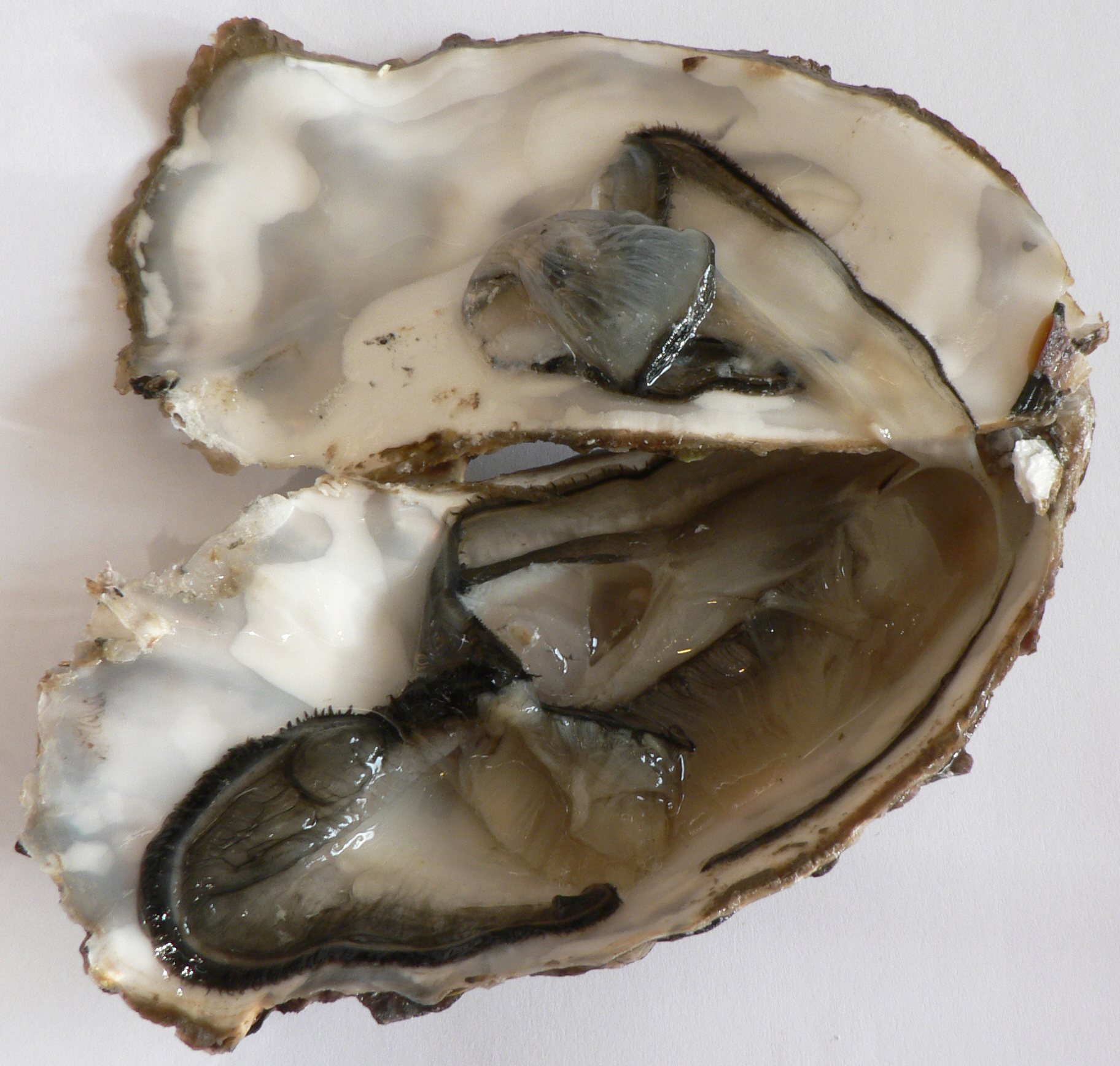
O Muscadet foi descrito por Jon Bonné como o "vinho perfeito para ostras"

A combinação clássica de comida e vinho na região de Pays Nantais é de Muscadet com os frutos do mar locais, especialmente ostras. Outros pratos de frutos do mar com os quais o Muscadet combina bem incluem lagosta, camarão e tainha. O editor de vinhos do San Francisco Chronicle, Jon Bonné, chamou o Muscadet de "o vinho de ostra perfeito". O nível moderado de álcool do Muscadet permite que ele complemente muitos tipos de pratos sem sobrecarregá-los. A acidez leve e nítida pode "cortar" (ou seja, se destacar em) pratos ricos e cremosos, o que pode ser uma mudança de ritmo refrescante para o paladar.

### Adega e serviço
A maioria dos Muscadets deve ser consumida em até três anos após a produção. Há, no entanto, algumas exceções a essa regra. Dependendo dos solos em que são produzidos e da vinificação, alguns Muscadets podem ter um potencial de envelhecimento de até dez anos ou mais. A organização responsável na França pela promoção dos vinhos do Vale do Loire sugere que o Muscadet seja servido entre 9 e 11 °C.